# Princess O'Rourke

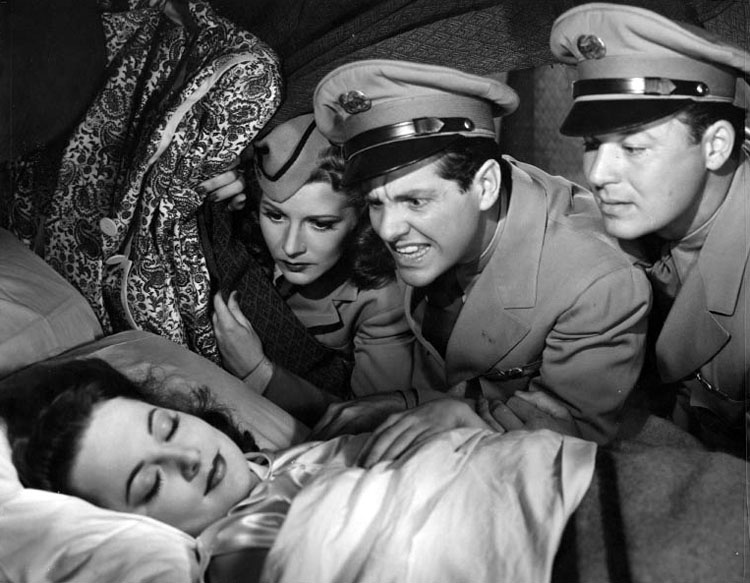
Olivia de Havilland, Julie Bishop, Robert Cummings e Jack Carson em cena do filme.

Princess O'Rourke (bra: Sua Alteza Quer Casar) é um filme estadunidense de 1943, do gênero comédia romântica, dirigido por Norman Krasna (em sua estreia na direção), estrelado por Olivia de Havilland e Robert Cummings, e co-estrelado por Charles Coburn, Jack Carson e Jane Wyman.
Embora concebido como um veículo para de Havilland, o filme acabou tornando-se um projeto conturbado que levou à criação da Lei de de Havilland, que mudou o status dos contratos na indústria cinematográfica dos Estados Unidos. Filmado em 1942, o lançamento foi adiado por um ano devido a questões legais decorrentes da produção.
Franklin D. Roosevelt faz uma participação no final do filme, sua única aparição em uma produção cinematográfica.
O filme ganhou o Oscar de melhor roteiro original.

## Sinopse
Holman (Charles Coburn), um diplomata europeu, vai servir nos Estados Unidos e leva junto sua sobrinha, a princesa Maria (Olivia de Havilland). Ele espera que a moça encontre um rapaz solteiro rico, mercadoria rara em seu país de origem. Para fugir da pressão de seu tio, Maria pega um avião para São Francisco, onde imprevistos começam a acontecer. Por causa do mau tempo, a aeronave tem de retornar para Washington, e em soma, Maria passa mal na viagem. O piloto Eddie O'Rourke (Robert Cummings) resolve ajudá-la, e os dois acabam se apaixonando. O grande problema é que Holman esperava que sua sobrinha encontrasse alguém mais alto na escala social, o que faz com que Maria e Eddie precisem lutar para que o tio consinta com o casamento.

## Elenco
- Olivia de Havilland como Princesa Maria / Mary Williams
- Robert Cummings como Eddie O'Rourke
- Charles Coburn como Holman
- Jack Carson como Dave Campbell, amigo e co-piloto de Eddie
- Jane Wyman como Jean Campbell, a esposa de Dave
- Harry Davenport como Juiz da Suprema Corte
- Gladys Cooper como Srta. Haskell, a governanta e secretária
- Minor Watson como Sr. Washburn
- Nan Wynn como Cantora no restaurante chinês
- Curt Bois como Conde Peter de Chandome
- Julie Bishop como Comissária de Bordo
- Ray Walker como Agente do Serviço Secreto
- Whiskers como Fala

## Produção

### Desenvolvimento
No início dos anos 1940, Norman Krasna havia se estabelecido como um dos principais roteiristas. Ele queria entrar na área da direção, e em fevereiro de 1942, assinou um contrato com a Warner Bros. – tanto para escrever quanto para dirigir. Sua primeira tarefa era criar "Princess O'Rourke".

### Escolha de elenco
Em abril de 1942, a Warner Bros. anunciou que Loretta Young faria o papel principal. Em maio, a Warner Bros. conseguiu Fred MacMurray emprestado da Paramount para interpretar o protagonista masculino em troca de Ann Sheridan, que a Paramount queria para interpretar Texas Guinan. Ainda naquele mês, Hal B. Wallis anunciou que produziria o longa.
Em junho, entretanto, o acordo para trocar MacMurray por Sheridan foi cancelado (O filme sobre a vida de Texas Guinan passou a ser produzido com Betty Hutton como protagonista, e MacMurray não terminaria "No Time for Love" a tempo). Robert Cummings, ator emprestado pela Universal que já havia trabalhado para a Warner em "Em Cada Coração um Pecado" (1942), foi escalado como o protagonista masculino. Olivia de Havilland acabou sendo escalada para o papel principal. Charles Coburn se juntou ao elenco no final de junho.
Olivia inicialmente recusou o papel e posteriormente foi suspensa pela Warner Bros.
Sentindo que ao ser escalada novamente para um papel leve de uma mulher ingênua limitaria seu futuro em filmes de Hollywood, de Havilland também começou a ter problemas médicos que agravaram sua ansiedade. Durante sua suspensão, Alexis Smith foi testada para ser a substituta. Claude Rains fez campanha para participar do filme, mas a escalação de Charles Coburn solidificou as escolhas do elenco principal.

### Filmagens
As filmagens começaram em 9 de julho, e terminaram em setembro de 1942.
De acordo com a introdução de Ben Mankiewicz à exibição do filme em 24 de novembro de 2019 no TCM, a produção teve acesso limitado à filmagens na Casa Branca, cortesia do presidente Roosevelt. Além disso, o amado cachorro terrier de Roosevelt, Fala – já uma personalidade bem conhecida do cinema por mérito próprio – interpretou a si mesma, porque, como disse Mankiewicz, "nenhum dublê de cachorro é como Fala". Mesmo assim, Whiskers também é creditado como participando do filme em alguns lugares.
As cenas do aeroporto foram filmadas no Hollywood Burbank Airport.
Cummings muitas vezes não estava disponível, já que ele estava trabalhando simultaneamente em "Between Us Girls" na Universal Studios, forçando de Havilland às vezes a dizer suas falas para um substituto. O ator idoso Coburn frequentemente esquecia suas falas, levando a muitas retomadas que esgotavam ainda mais a energia de Olivia.
Cummings também adoeceu com envenenamento por ptomaína durante as filmagens e ausentou-se por vários dias.
De Havilland brigou abertamente com a Warner Bros. na justiça. Cansada e sofrendo de pressão arterial baixa, a atriz anteriormente estável e trabalhadora começou a se atrasar para o trabalho, deixando o set abruptamente e indo para casa quando suas frustrações eram muitas – o que era um comportamento muito atípico da atriz. Ela acabaria entrando com uma ação contra o estúdio em um caso histórico que resultou na aprovação de uma legislação conhecida como Lei de de Havilland (Seção 2855 do Código de Trabalho da Califórnia), que estabeleceu um limite de sete anos para contratos de artistas com estúdios.
O filme foi concluído com dez dias de atraso, em 9 de setembro. Devido a questões legais, acabou sendo lançado um ano após o término da produção. "Princess O'Rourke" se tornou o penúltimo filme que de Havilland completou enquanto estava sob contrato com a Warner Bros.
De Havilland e Cummings processaram seus estúdios por causa de seus contratos de longo prazo.

### Música
O compositor Arthur Schwartz e os letristas Edward "Yip" Harburg e Ira Gershwin, que escreveram a música principal da trilha sonora, "Honorable Moon" (1941), doaram o dinheiro que receberam da Warner Bros. para a organização United China Relief. Nan Wynn canta a música durante uma cena em um restaurante chinês.

### Censura
Durante a pós-produção, a Agência Estadunidense de Cinema do tempo de guerra exibiu uma cópia de "Princess O'Rourke" e se opôs veementemente ao filme. Ao contrário de outros longas-metragens, o roteiro não foi pré-aprovado pela Agência. Nelson Poynter, diretor do gabinete de ligações em Hollywood, afirmou que o filme era um exemplo de estúdios que "... usavam a guerra de forma imprudente para incidentes de segundo plano em uma tentativa oportunista de capitalizar a guerra em vez de interpretá-la". Poynter ficou particularmente chateado com as caricaturas "ridículas" dos trabalhadores da Cruz Vermelha, da nobreza europeia, do Serviço Secreto e até do presidente (descrito como "intrometido"). Com o filme já finalizado, porém, nenhuma tentativa foi feita para censurar ou restringir seu lançamento.

## Recepção
Embora amplamente esquecido hoje, o filme foi um sucesso na época. A produção recebeu críticas contemporâneas geralmente favoráveis.
O crítico famosamente rigoroso Bosley Crowther, em sua crítica para o The New York Times, sentiu-se cativado pelo filme e pela história, que ele achava que só poderia ser possível nos Estados Unidos, e que "... acontece com tanto espírito e humor".
A crítica da revista Variety foi ainda mais efusiva:
"Princess O'Rourke é uma comédia romântica animada, efervescente e cheia de gargalhadas. O crédito pelo brilho geral e excelência da produção deve ser dado a Norman Krasna, que cuidou das responsabilidades do roteiro e direção. É a tarefa inicial de direção de Krasna".
O filme marcou uma virada na carreira de Jane Wyman, pois ela teve a oportunidade de exibir seus talentos cômicos, disputando as cenas habilmente com seu rival, Jack Carson.
Avaliações mais recentes, no entanto, foram muito mais críticas, com Leonard Maltin, observando em uma revisão para a Turner Classic Movies, "[A] comédia muito datada começa encantadoramente com o piloto Cummings se apaixonando pela princesa de Havilland, que se atola em situações não mais oportunas, e o final é insuportavelmente tímido envolvendo (supostamente) o próprio F.D.R.".
O historiador de cinema Thomas G. Aylesworth afirmou: "[o] elenco coadjuvante de verdadeiros profissionais provavelmente salvou o filme".
Historiadores de cinema como Roger Fristoe, crítico aposentado do Courier Journal, notaram semelhanças do filme com a comédia romântica mais nova e conceituada "Roman Holiday" (1953), dirigida e produzida por William Wyler, e estrelada por Gregory Peck como um repórter e Audrey Hepburn como uma princesa real conhecendo Roma por conta própria. O biógrafo Daniel Bubbeo caracterizou "Princess O'Rourke" como um antecedente "mais fofo" de "Roman Holiday".
Em 1944, Helen Grace Carlisle processou os produtores, alegando plágio.

### Bilheteria
De acordo com a Variety, o filme arrecadou US$ 2.3 milhões em locações na América do Norte em 1943.
De acordo com a Warner Bros., o filme arrecadou US$ 2.257.000 nacionalmente e US$ 842.000 no exterior, totalizando US$ 3.099.000 mundialmente. O retorno lucrativo da produção foi de US$ 2.448.000.

## Legado
Norman Krasna disse mais tarde que "todo mundo pensou que de Havilland fosse uma grande comediante em Princess O'Rourke; não é verdade. Ela era apenas querida, uma ingênua. E todo mundo está na brincadeira – Jane Wyman, Bob Cummings, Charles Coburn; eles eram grandes comediantes ao redor. Então sai como uma comédia, e eles vão e a colocam em Government Girl de Dudley Nichols, e ela cai de bunda. Não deixe que ela seja a comédia!"
A atuação de Wyman foi admirada por Billy Wilder e Charles Brackett, e a levou a ser escalada para "Farrapo Humano". De Havilland considerou o filme trivial, mas mais tarde ela trabalhou com Krasna novamente em "The Ambassador's Daughter" (1956).
Apesar do sucesso do filme, Krasna dirigiu apenas mais dois filmes. "Não sou um bom diretor, nem um pouco", disse ele mais tarde. "Eu sei dirigir o que escrevo; mas depois escrevo sabendo que posso dirigir". Krasna disse que o filme estava entre seus favoritos de suas próprias obras [escritas], sendo os outros "The Devil and Miss Jones", "Mr. & Mrs. Smith", "Bachelor Mother" e "My Geisha".

## Premiações
| Ano  | Cerimônia | Categoria               | Indicado      | Resultado |
| ---- | --------- | ----------------------- | ------------- | --------- |
| 1944 | Oscar     | Melhor roteiro original | Norman Krasna | Venceu    |